# Il latitante (album)
Il latitante è il sesto album in studio di Daniele Silvestri, pubblicato il 2 marzo 2007, a seguito della presentazione alla 57º edizione del Festival di Sanremo del brano La paranza (classificatosi quarto), primo estratto del disco. Prima era prima precede l'album, come sigla iniziale dello sceneggiato Padri e figli del 2005.

## Tracce
1. Mi persi – 3:39
2. Faccia di velluto – 3:13
3. La paranza – 4:06
4. Il suo nome – 3:34
5. Sulle rive dell'Arrone – 5:12
6. Io fortunatamente – 4:18
7. Gino e l'Alfetta – 4:07
8. A me ricordi il mare – 5:03
9. Ninetta nanna – 4:14
10. Che bella faccia – 2:27
11. Prima era prima – 2:33
12. Love Is in the Air – 3:57
13. Ancora importante – 11:12

## Collaborazioni
Nell'album torna a collaborare Max Gazzè, che suona il basso acustico nei brani Faccia di velluto, Ninetta nanna, Che bella faccia e Il suo nome.
Demo Morselli accompagna le note di Mi persi, con una tromba dai toni noir. Vincenzo Andrea "Il Bove" Leuzzi, cantante degli Otto Ohm, canta in A me ricordi il mare, Mauro Pagani partecipa a Love Is in the Air mentre l'ultimo brano Ancora importante presenta gli Inti-Illimani. Una breve ghost-track si rifà a uno scioglilingua fiorentino, ("Tito tu hai ritinto il tetto...") recitato anche da Ugo Tognazzi in un suo film negli anni 50

## Formazione
- Daniele Silvestri – voce, pianoforte, programmazione, chitarra acustica, tastiera, chitarra elettrica, chitarra classica
- Max Gazzè – basso
- Ernesto Perez – pianoforte, cori
- Tom Sinatra – chitarra acustica, chitarra spagnola
- Gabriele Lazzarotti – basso, flauto
- Andrea Moscianese – chitarra elettrica
- Piero Monterisi – batteria
- Cesar Jara – chitarra
- Juan Flores – charango, cajón
- Mauro Menegazzi – fisarmonica
- Enzo Miceli – chitarra acustica
- Manuel Cortès Chavez – basso, cori
- Maurizio Filardo – chitarra acustica, banjo, chitarra elettrica, mandolino, chitarra classica
- Amedeo Ariano – batteria
- Gianluca Misiti – tastiera, pianoforte, Fender Rhodes
- Andrea Leuzzi – basso, cori, percussioni
- Jean Pierre Rodriguez Ugueto – timbales, cori
- Alex Mercadente Inic' – congas, cori
- Luca Bulgarelli – contrabbasso
- Mauro Pagani – violino
- Demo Morselli – tromba
- Efrén Viera – clarinetto
- Antonella Pepe, Alessandra Puglisi – cori

## Classifiche
| Classifica (2007) | Posizione |
| ----------------- | --------- |
| Italia            | 5         |